# Tudehpartij van Iran
De Tudehpartij van Iran (d.i. "Partij van de Massa") is een Iraanse marxistisch-leninistische partij. In 1920 werd de Iraanse Communistische Partij opgericht, met Haidar Amou Oghly, een revolutionair en intellectueel, als secretaris-generaal. Oghly werd echter kort daarna vermoord. Taghi Arani werd daarna de nieuwe partijsecretaris, maar de partij werd in 1929 verboden. Arani vormde daarop de ondergrondse "Groep van 53", die in 1936 met de arrestatie van Arani ter ziele ging. Arani werd later in de gevangenis vermoord.
In 1941 werd Iran door de Britten en Russen bezet. Noord-Iran werd een Sovjet-Russische bezettingszone en Zuid-Iran een Britse bezettingszone. In de Russische zone werd in augustus 1941 de Tudehpartij opgericht. De partij was niet communistisch, maar eerder een brede coalitie van progressieve groepen. In tegenstelling tot de vroegere Iraanse Communistische Partij, werd de Tudehpartij als een legale partij erkend. Een partijcel van betekenis was in de beginperiode alleen te vinden in Teheran. In 1942 werden acht partijleden van de Tudehpartij in de Majlis van Iran gekozen. In 1945 en 1946 groeide de partij en stond zij welwillend tegenover de eisen voor autonomie in Iraans-Azerbeidzjan en Iraans-Koerdistan.
In februari 1949 werd de Tudehpartij verboden, omdat enkele leden mogelijk betrokken waren bij een moordcomplot tegen sjah Mohammad Reza Pahlavi. De (illegale) Tudehpartij steunde de nationalisatie van de Anglo-Persian Oil Company in 1951 door premier Mohammad Mossadeq. Na de val van Mossadeq in 1953 werden partijleden van de Tudehpartij vervolgd. 
In de jaren zestig en zeventig opereerde de partij ondergronds en vonden er afsplitsingen plaats. In 1966 werden een aantal leiders ter dood veroordeeld, maar deze straf werd omgezet in gevangenisstraffen vanwege wereldwijde protesten.
Na de Islamitische Revolutie in 1979, die ayatollah Khomeini aan de macht bracht, werd de Tudehpartij gelegaliseerd. De Tudehpartij steunde openlijk het beleid van Khomeini en de islamitische revolutionairen en steunden de oprichting van de Islamitische Republiek Iran in 1980. De Tudehpartij steunde de onderdrukking van linkse groeperingen als de Volksmeerderheid en de Moedjaheddin van het Volk. Hoewel de Tudeh loyaal was aan Khomeini, werd de partij in februari 1982 verboden. Partijleden werden vervolgd, velen ter dood gebracht of veroordeeld tot lange gevangenisstraffen van soms wel 700 jaar.
De Tudehpartij in ballingschap opereerde tot de val van de Muur in 1989, in de DDR.